# Web Services Description Language
Web Services Description Language (WSDL) je na XML temelječ vmesnik za definicijo spletnih storitev, ki ga je razvil mednarodni inštitut World Wide Web Consortium (W3C), z namenom poenotenja načina opisa spletnih storitev. 
Trenutna verzija je WSDL 2.0, v prejšnji verziji (1.1) je bil pomen akronima Web Services Definition Language, nato pa se je v verziji 2.0 spremenil v Web Service Description Language.

## Opis
WSDL opiše javni vmesnik do spletne storitve. Uporablja XML Scheme pri definiciji spletne storitve in specifičnih podatkovnih tipov.
Omogoča standardiziran zapis tehničnega vmesnika (oz. tehnično pogodbo), ki temelji na sporočilih na osnovi jezika XML. Predstavlja informacije, ki določajo identiteto storitve in omogoči proženje storitve.
WSDL je en izmed osnovnih gradnikov primitivnega SOA modela. Poleg WSDL je še SOAP, ki opiše format sporočil, ki se pošiljajo med storitvijo in odjemalcem ter standardiziran format za register storitev UDDI.
Če želi kdo uporabiti spletno storitev, najprej pridobi WSDL dokument, da ugotovi lokacijo storitve, seznam operacij, ki jih nudi ter obliko sporočil, ki jih storitev prejema oz. pošilja. WSDL torej pove odjemalcu, kako lahko kliče oz. uporabi spletno storitev, uporabi pa se za izgradnjo namestnikov za odjemalce, ki implementirajo proženje operacij spletne storitve.

Osnovni deli WSDL dokumenta (WSDL 1.1):
| WSDL konstrukt | Opis |
| -------------- | --- |
| <types>        | določa podatkovne tipe, ki se uporabljajo pri prenosu sporočil med komunikacijo s spletno storitvijo.                                                                |
| <message>      | definira podatkovne elemente operacije, sestavljen je lahko iz več delov (<part>), konstrukt <message> je bil v verziji 2.0 odstranjen.                              |
| <portType>     | v 2.0 preimenovan v Interface. Definira spletno storitev, nabor izvedljivih abstraktnih operacij, in abstraktna sporočila, ki se izmenjujejo pri izvajanju operacij. |
| <operation>    | definira SOAP akcije, način kodiranja sporočila. |
| <binding>      | specificira vmesnik in definira povezavo s SOAP sporočili. Abstraktnim sporočilom, operacijam in končnim točkam določi specifičen protokol in format sporočil.       |
| <service>      | vsebuje set sistemskih funkcij, izpostavljenih na spletu. Definira fizično lokacijo spletne storitve.                                                                |
| <port>         | v 2.0 preimenovan v Endpoint. Definira naslov oz. končno točko spletne storitve. Po navadi izražen s preprostim HTTP URLjem.                                         |

## Zgodovina
WSDL je bila ena izmed prvih iniciativ v podpori tehnologijam spletnih storitev. Potem, ko se je WSDL izpopolnil, se je začelo iskanje po standardnem formatu sporočil, ki bi se uporabil skupaj z definicijo WSDL. Čeprav so bile v začetku v igri tudi obstoječe alternative (kot je XML-RPC), je bila izbrana tehnologija SOAP. Kombinacija WSDL in SOAP je predstavljala jedro industrijskega standarda za komunikacijsko ogrodje.
- WSDL 1.0 (september 2000) je bil razvit s strani IBM, Microsoft ter Ariba.
- WSDL 1.1 (marec 2001) je formalizirana različica WSDL 1.0.
- WSDL 1.2 (junij 2003) je bil delovni osnutek pri W3C, a je postal različica WSDL 2.0.
- WSDL 2.0 je junija 2007 postal priporočilo W3C. Podpira povezavo preko vseh oblik http zahtev (ne le GET in POST), kar nudi podporo za REST storitve.

Zadnja različica Business Process Execution Language (BPEL) podpira le WSDL 1.1.

## Primer
Primer WSDL 2.0 dokumenta:  Glej primer
```
 
<?xml version="1.0" encoding="utf-8" ?>

 

 
<description

 
xmlns=
"http://www.w3.org/ns/wsdl"

 
targetNamespace=
"http://greath.example.com/2004/wsdl/resSvc"

 
xmlns:tns=
"http://greath.example.com/2004/wsdl/resSvc"

 
xmlns:ghns=
"http://greath.example.com/2004/schemas/resSvc"

 
xmlns:wsoap=
"http://www.w3.org/ns/wsdl/soap"

 
xmlns:soap=
"http://www.w3.org/2003/05/soap-envelope"

 
xmlns:wsdlx=
"http://www.w3.org/ns/wsdl-extensions"
>

 

 	
<documentation>

 		
This
 
document
 
describes
 
the
 
GreatH
 
Web
 
service.
 
Additional

 		
application-level
 
requirements
 
for
 
use
 
of
 
this
 
service
 
--

 		
beyond
 
what
 
WSDL
 
2.0
 
is
 
able
 
to
 
describe
 
--
 
are
 
available

 		
at
 
http://greath.example.com/2004/reservation-documentation.html

 	
</documentation>

 

 	
<types>

 		
<xs:schema

 			
xmlns:xs=
"http://www.w3.org/2001/XMLSchema"

 			
targetNamespace=
"http://greath.example.com/2004/schemas/resSvc"

 			
xmlns=
"http://greath.example.com/2004/schemas/resSvc"
>

 			
<xs:element
 
name=
"checkAvailability"
 
type=
"tCheckAvailability"
/>

 			
<xs:complexType
 
name=
"tCheckAvailability"
>

 				
<xs:sequence>

 					
<xs:element
 
name=
"checkInDate"
 
type=
"xs:date"
/>

 					
<xs:element
 
name=
"checkOutDate"
 
type=
"xs:date"
/>

 					
<xs:element
 
name=
"roomType"
 
type=
"xs:string"
/>

 				
</xs:sequence>

 			
</xs:complexType>

 	

 			
<xs:element
 
name=
"checkAvailabilityResponse"
 
type=
"xs:double"
/>

 	

 			
<xs:element
 
name=
"invalidDataError"
 
type=
"xs:string"
/>

 		
</xs:schema>

 	
</types>

 

 	
<interface
 
name=
"reservationInterface"
 
>

 		
<fault
 
name=
"invalidDataFault"

 			
element=
"ghns:invalidDataError"
/>

 	

 		
<operation
 
name=
"opCheckAvailability"

 				
pattern=
"http://www.w3.org/ns/wsdl/in-out"

 				
style=
"http://www.w3.org/ns/wsdl/style/iri"

 				
wsdlx:safe=
"true"
>

 			
<input
 
messageLabel=
"In"

 				   
element=
"ghns:checkAvailability"
 
/>

 			
<output
 
messageLabel=
"Out"

 					
element=
"ghns:checkAvailabilityResponse"
 
/>

 			
<outfault
 
ref=
"tns:invalidDataFault"
 
messageLabel=
"Out"
/>

 		
</operation>

 	
</interface>

 

 	
<binding
 
name=
"reservationSOAPBinding"

 			
interface=
"tns:reservationInterface"

 			
type=
"http://www.w3.org/ns/wsdl/soap"

 			
wsoap:protocol=
"http://www.w3.org/2003/05/soap/bindings/HTTP/"
>

 	

 		
<fault
 
ref=
"tns:invalidDataFault"

 			
wsoap:code=
"soap:Sender"
/>

 		
<operation
 
ref=
"tns:opCheckAvailability"

 				
wsoap:mep=
"http://www.w3.org/2003/05/soap/mep/soap-response"
/>

 	
</binding>

 

 	
<service
 
name=
"reservationService"

 			
interface=
"tns:reservationInterface"
>

 		
<endpoint
 
name=
"reservationEndpoint"

 				
binding=
"tns:reservationSOAPBinding"

 				
address=
"http://greath.example.com/2004/reservation"
/>

 	
</service>

 

 
</description>

```